# Peniophora perexigua
Peniophora perexigua är en svampart som beskrevs av H.S. Jacks. 1948. Peniophora perexigua ingår i släktet Peniophora och familjen Peniophoraceae.   Inga underarter finns listade i Catalogue of Life.